# 房辉
房辉（1964年5月—），女，汉族，河北衡水人，中华人民共和国医生，唐山市工人医院内分泌二科主任，中国共产党党员，第十一届全国人民代表大会河北地区代表。

## 生平
毕业于天津医科大学内分泌与代谢病专业。担任2008年起担任全国人大代表。